# Захват (фильм, 1974)
«Захват» (англ. Seizure) — американский фильм ужасов 1974 года режиссёра Оливера Стоуна, являющийся его дебютом в кино.

## Сюжет
Эдмунд Блэкстоун (Джонатан Фрид), писатель жанра ужасов, в один из дней встречает свой оживший кошмар. Три злодея из его ночного кошмара - Королева Зла (Мартин Бесуик), карлик Паук (Эрве Вильшез) и огромный силач по кличке Шакал (Генри Джудд Бэйкер) - поочередно истребляют всех его родных и друзей.

## Производство
Фильм является режиссерским дебютом Оливера Стоуна, который также выступил одним из авторов сценария. Звезда фильма, Мэри Воронов, утверждала, что одним из продюсеров фильма был гангстер по имени Майкл Тевис, частично финансировавший фильм в попытке отмыть деньги, поскольку он находился под следствием ФБР.

## Прокат
Фильм имел крайне ограниченный прокат в кинотеатрах США компанией Cinerama Releasing Corporation. Так, он впервые был показан на 42-й улице в Нью-Йорке 6 ноября 1974 года.
На VHS фильм выпускался различными видеокомпаниями в 1980-х годах, включая Prism Entertainment. Перевод в формат DVD и Blu-ray был осуществлен 9 сентября 2014 года компанией Scorpion Releasing.

## Актёрский состав
| Актёр              | Роль             |
| ------------------ | ---------------- |
| Джонатан Фрид      | Эдмунд Блэкстоун |
| Мартин Бесуик      | Королева Зла     |
| Джозеф Сирола      | Чарли            |
| Эрве Вильшез       | карлик Паук      |
| Кристина Пиклз     | Николь Блэкстоун |
| Трой Донахью       | Марк Фрост       |
| Мэри Воронов       | Микки Хьюз       |
| Ричард Кокс        | Джеральд         |
| Генри Джудд Бэйкер | гигант Шакал     |
| Алексис Кирк       | Аррис            |

## Литератвра
- Vatnsdal, Caelum. They Came From Within : A History of Canadian Horror Cinema. — Arbeiter Ring Publishing, 2004. — ISBN 1-894037-21-9.